# Сидејлија (Колорадо)
Сидејлија (енгл. Sedalia) насељено је место без административног статуса у америчкој савезној држави Колорадо.

## Демографија
По попису из 2010. године број становника је 206, што је 5 (-2,4%) становника мање него 2000. године.
| Група             | 2000.       | 2010.       |
| Белци             | 193 (91,5%) | 172 (83,5%) |
| Афроамериканци    | 0 (0,0%)    | 5 (2,4%)    |
| Азијати           | 9 (4,3%)    | 0 (0,0%)    |
| Хиспаноамериканци | 9 (4,3%)    | 22 (10,7%)  |
| Укупно            | 211         | 206         |